# جوانا کول
جوانا کول (انگلیسی: Joanna Cole؛ ۱۱ اوت ۱۹۴۴ – ۱۲ ژوئیهٔ ۲۰۲۰) نویسنده، کتابدار، و نویسنده کودکان اهل ایالات متحده آمریکا بود. شاخص‌ترین اثر او کتاب کودکان اتوبوس مدرسه جادویی است که انیمیشن آن در ایران با نام سفرهای علمی در دهه ۱۳۷۰ خورشیدی از شبکه دوم سیما پخش می‌شد.